# 샐리 켈러먼
샐리 켈러먼(Sally Kellerman, 1937년 6월 2일~2022년 2월 24일)은 미국의 배우, 가수, 작가이다. 로버트 올트먼 감독의 영화 《매시》의 마거릿 훌리핸 역으로 잘 알려져 있으며, 이 역으로 아카데미 여우조연상 후보에도 올랐다.

## 출연 작품
- 더 리메이크 (2016)
- 감독 알트만 (2014)
- 나이트 클럽 (2011)
- 델고 (2008)
- 절대로 네 여자가 될 수 없을거야 (2007)
- 왕자와 거지 (2007)
- 페이백: 스트라이트 업 - 디렉터스 컷 (2006)
- 보인턴 비치 클럽 (2005)
- 오프 하우스 (2004)
- 버딕트 인 블러드 (2002)
- 아메리칸 버진 (2000)
- 우먼 오브 나이트 (2000)
- 이별 파티 (1996)
- 미러 미러 2 (1994)
- 패션쇼 (1994)
- 영거 앤 영거 (1993)
- 도플갱어 (1993)
- 보리수와 나타샤 (1992)
- 플레이어 (1992)
- 천사의 분노 (1991)
- 리미트 업 (1989)
- 마약 추적 (1989)
- 러브스트럭 (1988, You Can't Hurry Love)
- 미트볼 3 (1987)
- 사랑의 나날들 (1987)
- 쓰리 포 더 로드 (1987)
- 인생이란 (1986)
- KGB 비밀 전쟁 (1986)
- 백 투 스쿨 (1986)
- 팔로우 댓 버드 (1985)
- 변칙 플레이 (1985, Moving Violations)
- 암호 속의 여인들 (1985)
- 자연 (1982)
- 러빙 커플스 (1980)
- 뉴욕 야사 (1980)
- 리틀 로맨스 (1979)
- 웰컴 투 LA (1976)
- 잃어버린 지평선 (1973)
- 공포의 그림자 (1973)
- 운명의 맥클라우드 (1970)
- 매시 (1970)
- 행복의 파리에서 (1969)
- 보스톤 교살자 (1968)
- 벤 케이시 (1961)

### 텔레비전
- 환상특급 (1963)
- 제3의 눈 (1963-64)
- 스타 트렉 (1966)
- 보난자 (1966, 1970)
- 닥터 슬론 (1994, 1998)
- 90210 (2011)
- 엽기발랄 오렌지 (2013) - 애니메이션